# 山本町 (香川県)
山本町（やまもとちょう）は、香川県三豊市に存在する地区。また、かつて、香川県三豊郡にあった町。この記事では自治体時代の山本町、現在の三豊市山本地区（山本支所管内）の両方について記述する。

## 地理
香川県の西部に、くの字に折り曲げたような外形で北東及び南に細長く広がっていた。
- 山：
- 池：
- 川：財田川、神田川、河内川

## 歴史

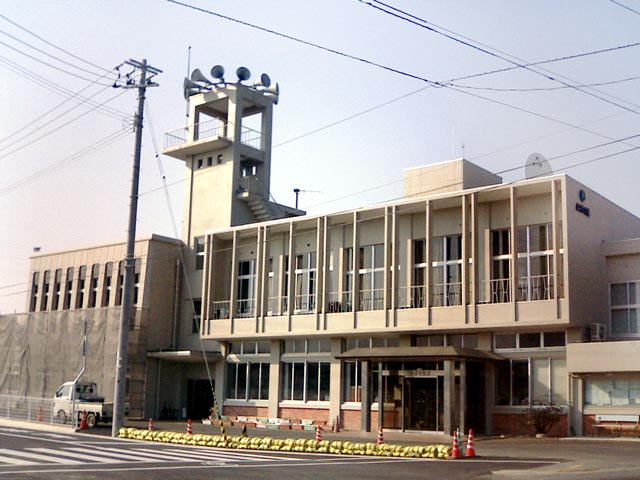
山本町役場

### 沿革
- 古くは、豊田郡（刈田郡）山本郷に属していた。
- 1955年（昭和30年）4月1日 - 三豊郡の辻村、河内村、財田大野村、神田村が合併し、山本村となる。
- 1957年（昭和32年）11月3日 - 町制を施行して山本町となる。
- 2006年（平成18年）1月1日 - 仁尾町、高瀬町、豊中町、詫間町、三野町、財田町と合併し、三豊市となる。

### 行政

#### 首長
1955年 初代町長 原 数栄
1959年 2代町長 真屋 友一
1971年 3代町長 安藤 要
1979年 4代町長 原 正司
1991年 5代町長 岩倉 礼一
1999年 6代町長 大橋 良男

### 姉妹都市・提携都市
姉妹都市などはもたない。

## 教育

### 学校

#### 小学校
- 三豊市立山本小学校

#### 中学校
- 三豊市観音寺市学校組合立三豊中学校

## 交通

### 鉄道
- 町内には鉄道路線はない（ただし、予讃線が北隣の豊中町に、土讃線が南隣の財田町にある）

### バス
- 三豊市コミュニティバス

### 道路
- 高速道路
  - 町内を走る高速道路：なし
- 一般国道
  - 町内を走る一般国道：国道377号
- 県道
  - 主要地方道
    - 香川県道5号観音寺池田線
    - 香川県道6号込野観音寺線

  - 一般県道

## 名所・旧跡・観光スポット・祭事・催事

### 四国八十八箇所霊場
- 第67番札所 大興寺（小松尾寺）[1]：創建は742年（別の地点）、数度の再興を経て本堂建立は1741年[2]。

## 出身有名人
- 三瀬幸司（福岡ソフトバンクホークス）